# Larry Gomes Stadium
Das Larry Gomes Stadium ist ein Fußballstadion mit Leichtathletikanlage in Arima des karibischen Inselstaats Trinidad und Tobago. Die am 15. Mai 2001 eröffnete Anlage bietet 10.000 Zuschauern Plätze, davon 2700 überdachte und 7300 unüberdachte Plätze (inklusive 168 V.I.P.- und 25 V.V.I.P.-Sitze). Das Larry Gomes Stadium ist die Heimspielstätte des Fußballvereins Caledonia AIA aus Morvant.

## Lage
Arima liegt zentral im Norden der Insel Trinidad, mitten im East-West Corridor, der Agglomeration der 30 Kilometer westlich gelegenen trinidadischen Hauptstadt Port of Spain. Das Larry Gomes Stadium liegt im Südwesten von Arima im Stadtteil Marabar. Nördlich und östlich erstrecken sich Wohngebiete, westlich und südlich Industriegebiete. Über den wenige Hundert Meter südlich verlaufenden Churchill Roosevelt Highway ist das Stadion an den East-West Corridor angebunden.

## Geschichte
Das Larry Gomes Stadium wurde 2001 für die U-17-Fußball-Weltmeisterschaft errichtet und war eines von fünf Stadien. Es fanden die Spiele der Gruppe D und eine Halbfinale statt  Der Namensgeber ist der Cricketspieler Larry Gomes (eigentlich Hilary Angelo Gomes), der mit dem West Indies Cricket Team 1983 Vizeweltmeister wurde und 1984 Australien schlug. 2010 war das Larry Gomes Stadium Spielort der U-17-Fußball-Weltmeisterschaft der Frauen. Es war Schauplatz von sechs Gruppenspielen sowie ein Viertel- und ein Halbfinale.